# 로베르토 디 마테오
로베르토 디 마테오(이탈리아어: Roberto Di Matteo, 1970년 5월 29일 ~ )는 스위스 태생 이탈리아의 전 축구 선수이자 축구 지도자다.

## 선수 시절

### 클럽
1988년 고향팀인 FC 샤프하우젠에서 데뷔하여 1991년부터 1992년까지 FC 취리히에서 활동한 뒤 1992-93 시즌에는 FC 아라우 소속으로 팀의 리그 우승에 공헌했다.
이후 1992-93 시즌을 마치고 이탈리아 세리에 A의 SS 라치오 이적을 통해 고국 땅을 밟은 후 1995-96 시즌까지 주전 미드필더로 활약하며 1993-94 시즌 리그 4위, 1994-95 시즌 리그 준우승, 1994-95 코파 이탈리아 4강, 1994-95년 UEFA컵 8강, 1995-96 시즌 리그 3위의 성적에 기여했다.
그리고 1996-97 시즌을 앞두고 잉글랜드 프리미어리그의 첼시 FC로 이적하여 2000-01 시즌까지 공식전 175경기 26골을 기록하며 1996-97 잉글랜드 FA컵 우승, 프리미어리그 1997-98 4위, 1997-98 EFL컵 우승, 1997-98년 UEFA 컵위너스컵 우승, 1998년 UEFA 슈퍼컵 우승, 프리미어리그 1998-99 3위, 1998-99년 UEFA 컵위너스컵 4강, 1999-2000 잉글랜드 FA컵 우승, 1999-2000년 UEFA 챔피언스리그 8강, 2000년 FA 커뮤니티 실드 우승 등에 이바지한 뒤 2000-01 시즌을 끝으로 13년간의 현역 선수 생활을 마무리했다.

### 국가대표팀
1994년 11월 16일 크로아티아와의 UEFA 유로 1996 예선 4조 3차전에서 후반 10분 교체 선수로 투입되며 국제 A매치 데뷔전을 치렀고 1997년 3월 30일 폴란드와의 1998년 FIFA 월드컵 유럽 지역 예선 2조 5차전에서 A매치 데뷔골을 터뜨렸다.
이후 1998년 FIFA 월드컵 23인 엔트리에 합류하여 B조 조별리그 2경기에 선발과 교체로 출전하며 이탈리아의 8강 진출에 일조했으며 A매치 통산 34경기 2골의 기록을 남기고 국가대표팀 유니폼을 반납했다.

## 지도자 경력

### 밀턴킨스 던스
선수 은퇴 후 2008년 7월 2일 EFL 리그 원 소속팀인 밀턴킨스 던스의 감독으로 본격적인 지도자 커리어를 시작한 이후 2008-09 EFL 리그 원 4강 플레이오프 진출을 이끌었지만 4강 플레이오프에서 스컨소프 유나이티드에 패하며 EFL 챔피언십 승격에는 아쉽게 실패했고 최종 순위에서도 3위에 랭크된 채로 시즌을 마쳤다.

### 웨스트브로미치 앨비언
2008-09 시즌을 마친 후 EFL 챔피언십 소속팀 웨스트브로미치 앨비언의 감독으로 부임하자마자 2009-10 EFL 챔피언십에서 팀의 준우승 및 프리미어리그 2010-11 승격을 이끌었고 프리미어리그 2010-11 시즌에서도 팀의 선전을 이끌어내며 2010년 9월 프리미어리그 이달의 감독에 선정되기도 했지만 이후 팀이 성적 부진을 거듭하면서 2010-11 시즌 종료 전인 2011년 2월 웨스트브로미치 감독직에서 경질되었다.

### 첼시 FC
2011년 안드레 빌라스보아스 감독의 부름을 받고 친정팀인 첼시 FC의 수석 코치로 부임하였다가2012년 3월 성적 부진으로 빌라스보아스 감독이 경질되면서 첼시의 감독 대행을 맡아2011-12 FA컵 우승, 2011-12년 UEFA 챔피언스리그 우승의 대업을 달성하면서 같은 해 6월 13일 정식 감독으로 선임되었다.
그리고 2012 FA 커뮤니티 실드와 2012년 UEFA 슈퍼컵에서 첼시의 준우승을 이끌었지만 2012-13 시즌 리그에서는 들쑥날쑥한 경기 운영으로 성적 부진을 거듭하며 팬들의 질타를 받았고 결국 2012년 FIFA 클럽 월드컵을 3주 앞둔 11월 21일 첼시 감독직에서 경질되었다.

### 샬케 04
첼시 감독직에서 경질되고 약 2년 후인 2014년 10월 7일 독일 분데스리가의 샬케 04의 감독으로 선임되어 2014-15년 UEFA 챔피언스리그 G조 조별리그 4경기에서 2승 2패를 기록하며 팀의 16강 진출을 이끌었고 16강 2차전에서 레알 마드리드를 4-3으로 꺾었음에도 1·2차전 합계에서 4-5로 석패하며 8강 진출에는 실패했지만 점차 전력이 안정화되어가고 있음을 보여주었다.
그러나 분데스리가 2014-15에서는 이렇다할 성과를 거두지 못하고 6위에 그치며 2연속 챔피언스리그 진출 대신 2015-16년 UEFA 유로파리그 진출로 마무리되면서 결국 2015년 5월 26일 샬케 감독직에서 물러났다.

### 애스턴 빌라
2016년 6월 3일 EFL 챔피언십으로 강등된 애스턴 빌라의 감독으로 취임했지만 리그 19위까지 추락하는 부진한 성적에 대한 책임을 물어 부임 4개월만인 10월 3일 애스턴 빌라 감독직에서 해임되었다.

### 전북 현대 모터스
애스턴 빌라 감독직에서 해임된 후 오랜 기간 동안 야인으로 지내다가 2022년의 마지막 날 대한민국 K리그1의 강호 전북 현대 모터스의 기술 고문(테크니컬 어드바이저)으로 선임되며 무려 6년만에 축구 업계에 복귀했다.

## 수상

### 클럽 (선수)
FC 아라우
- 스위스 슈퍼리그 : 우승 (1992-93)

SS 라치오
- 세리에 A : 준우승 (1994-95), 3위 (1995-96), 4위 (1993-94)
- 코파 이탈리아 : 4강 (1994-95)

 첼시 FC
- 잉글랜드 프리미어리그 : 3위 (1998-99), 4위 (1997-98)
- 잉글랜드 FA컵 : 우승 (1997-98, 1999-2000)
- EFL컵 : 우승 (1997-98)
- UEFA 컵위너스컵 : 우승 (1997-98), 4강 (1998-99)
- UEFA 슈퍼컵 : 우승 (1998)
- FA 커뮤니티 실드 : 우승 (2000)

### 클럽 (지도자)
밀턴킨스 던스
- EFL 리그 원 : 3위 (2008-09)

 웨스트브로미치 앨비언
- EFL 챔피언십 : 준우승 (2009-10)

 첼시 FC
- 잉글랜드 FA컵 : 우승 (2011-12)
- UEFA 챔피언스리그 : 우승 (2011-12)
- UEFA 슈퍼컵 : 준우승 (2012)
- FA 커뮤니티 실드 : 준우승 (2012)

### 개인
- 잉글랜드 프리미어리그 이달의 지도자 : 2010년 9월
- 스위스 스포츠 시상식 올해의 지도자상 : 2012
- LMA FA컵 올해의 지도자상 : 2012

## 경력 통계

### 지도자
2012년 11월 22일 기준
| MK 던스                | 2008년 7월 2일  | 2009년 6월 30일  | 52  | 27 | 11 | 14 | 051.92 |
| 웨스트 브로미치 앨비언 | 2009년 6월 30일 | 2011년 2월 6일   | 83  | 40 | 19 | 24 | 048.19 |
| 첼시                   | 2012년 3월 5일  | 2012년 11월 22일 | 42  | 24 | 9  | 9  | 057.14 |
| 총합                   | 총합            | 총합             | 177 | 91 | 39 | 47 | 51.41  |

## 같이 보기
- UEFA 챔피언스리그 우승 감독 목록